# Intel-9-Serie
Die Intel-9-Serie ist eine Serie von Mainboard-Chipsätzen der Firma Intel und Nachfolger der Intel-8-Serie. Die Chipsatzserie trägt den Codenamen „Wildcat Point“ und ist eine Weiterentwicklung der Intel-8-Serie und abwärtskompatibel mit diesen. Die Chips unterstützen Prozessoren der Haswell- und Broadwell-Generation. Nachfolger ist die Intel-100-Serie. Der Chipsatz unterstützt den Sockel 1150.

## Beschreibung
Die Serie besteht aus zwei Chips, wobei der H97 für den Mainstream-Bereich und der Z97 dem Performance-Bereich zugeordnet wurde. Die Chipsätze entsprechen im Wesentlichen ihren Vorgängern H87 bzw. Z87, besitzen aber eine neuere Intel Management Engine Firmware (9.1). Die Chips unterstützen zwei parallele PCI-Express-2.0-Anschlüsse. Sie sind für eine bessere Zusammenarbeit mit Hybridfestplatten ausgelegt.
Als mobile Version ist lediglich der Chipsatz HM97 veröffentlicht worden.

## Modellübersicht
| Chip- satz | Desktop- Markt- segment | offizieller Launch | System- Bus | PCIe Lanes | PCIe Lanes             | PCIe Lanes     | PCI  | USB-Ports | USB-Ports | Serial-ATA-Ports | Serial-ATA-Ports | Serial-ATA-Ports | CPU Performance Tuning | IGP  | SSD- Caching | TDP   | vPro |
| Chip- satz | Desktop- Markt- segment | offizieller Launch | System- Bus | CPU (Gen)  | CPU- Aufteilung        | Chipsatz (Gen) | PCI  | USB 2.0   | USB 3.0   | Rev 2.0 3 GB/s   | Rev 3.0 6 GB/s   | RAID- Modi       | CPU Performance Tuning | IGP  | SSD- Caching | TDP   | vPro |
| ---------- | ----------------------- | ------------------ | ----------- | ---------- | ---------------------- | -------------- | ---- | --------- | --------- | ---------------- | ---------------- | ---------------- | ---------------------- | ---- | ------------ | ----- | ---- |
| H97        | Business                | Q2 2014            | DMI 2.0     | 16 (3.0)   | 1× 16                  | 8 (2.0)        | nein | 8         | 6         | 0                | 6                | ?                | nein                   | nein | ja           | 4,1 W | ?    |
| Z97        | Perfor- mance           | Q2 2014            | DMI 2.0     | 16 (3.0)   | 1× 16 2× 8 1× 8 + 2× 4 | 8 (2.0)        | nein | 8         | 6         | 0                | 6                | ?                | Ja                     | nein | ja           | 4,1 W | ?    |